# Abdelrahman Abdou
Abdelrahman Ali Sayed Abdou Faisal (El Cairo, 30 de enero de 1996) es un jugador de balonmano egipcio que juega de lateral izquierdo en el Paris Saint-Germain. Es internacional con la selección de balonmano de Egipto.

## Palmarés internacional
| Campeonato Africano  | Campeonato Africano | Campeonato Africano | Campeonato Africano |
| Año                  | Lugar               | Medalla             |                     |
| -------------------- | ------------------- | ------------------- | ------------------- |
| 2018                 | Gabón               | Medalla de plata    |                     |
| 2024                 | Egipto              | Medalla de oro      |                     |
| Juegos Mediterráneos |                     |                     |                     |
| Año                  | Lugar               | Medalla             |                     |
| 2022                 | Orán                | Medalla de plata    |                     |

## Clubes
| Club    | País   | Año         |
| ------- | ------ | ----------- |
| Al Ahly | Egipto | 2016 - Act. |